# قادر مصر أوغلي
قادر مصر أوغلي (بالتركية: Kadir Mısıroğlu) (24 كانون الثاني/يناير 1933 - 5 مايو 2019) كاتب، وشاعر، ومحامي تركي. ولد في محافظة طرابزون التركية، وأكمل دراسته الثانوية فيها، ثم التحق بكلية الحقوق في إسطنبول عام 1954. وهو يُعد من المنتقدين لسياسة تركيا الحديثة، وكانت مقولاته في هذا الشأن مثيرة للجدل في الأوساط التركية بين مؤيد ومعارض.

## عمله السياسي وأفكاره
ألف أول كتاب في عام 1964 بعنوان «معاهدة لوزان، انتصار أم خدمة؟!» وأسس دار نشر "السبيل" في نفس السنة. هذا الكتاب ينتقد معاهدة لوزان والقائمين عليها من الطرف التركي حيث يقول إن الأتراك تخلوا عن قيادة المسلمين ورضوا بقطعة صغيرة من الأرض.
لقد تم وصفه بأنه صاحب نظرية المؤامرة. كان معروفًا بموقفه الصريح ضد إصلاحات أتاتورك والكمالية، وتم تعريفه بأنه مدافع عن الإسلاموية والوحدة الإسلامية. وقال إنه يمكن استعادة الخلافة إسلامية في ظل خليفة تدعمه الولايات المتحدة، وقال إن وفدًا أمريكيًا التقى به حول هذا الموضوع خلال رئاسة بيل كلينتون.
لقد اكتسب سمعة سيئة بمقولته "أتمنى لو انتصر اليونانيون!" كما ادعى أن يوسف ستالين أمر جيشه بقراءة القرآن على الرمال ضد النازيين وكان وليم شكسبير مسلمًا سريًا اسمه «الشيخ بير» وكتاب رأس المال لكارل ماركس كان يمليه الجن.
لقد بدأت ملاحقة قادر مصر أوغلي في بداية عقد السبعينيات، وذلك بسبب مؤلفاتهِ ومقالاتهِ الناقدة للحكومة وحكم عليه بالسجن، ليقضي الفترة من عام 1970 إلى غاية عام 1974 بين السجن وغرف المصحات العقلية، حيث أضيفت إلى التهم الموجهة لهُ تهمة الجنون. ثم أصدرت حكومة الرئيس التركي كنعان أفرن الذي قاد الانقلاب العسكري عام 1980، قرارا بتجريد مصر أوغلي من الجنسية التركية بعد مرور بضع سنوات على خروجه من السجن، فاضطر للسفر خارج بلادهِ ليعيش منفيا بين بريطانيا وألمانيا لفترة 11 سنة، ثم تمكن بعدها من العودة واستعادة جنسيته.

## مؤلفاته
من مؤلفاته:
- معاهدة لوزان، انتصار أم خدمة؟! (ثلاث مجلدات)
- قصة الاحتلال
- فضائع اليونان
- المجاهدون المعممون وحرب الاستقلال
- الحركة الإسلامية للسود في أمريكا
- فضائع مسكو (مجلدين)
- أتراك العراق وقضية الموصل
- قصة أولاد عثمان
- علي شُكري بك
- سلطانٌ مظلوم/سلطان وحيد الدين
- سلطانٌ مظلوم/سلطان عبد العزيز
- سلطانٌ مظلوم/سلطان عبد الحميد الثاني

## وفاته
توفى قادر مصر أوغلي في يوم الأحد 30 شعبان 1440هـ/ 5 أيار 2019م.

## وصلات خارجية
- الموقع الرسمي لـ"قادر مصر أوغلي
- دار نشر السبيل نسخة محفوظة 22 يناير 2012 على موقع واي باك مشين.